# تونگا (تووالو)
تونگا (به لاتین: Tonga) یک منطقهٔ مسکونی در تووالو است که در نانومانگا واقع شده‌است. تونگا ۱٫۱۴ کیلومتر مربع مساحت و ۲۳۶ نفر جمعیت دارد.